# Mulholland Drive (Los Angeles)
Mulholland Drive – ulica w hrabstwie Los Angeles i hrabstwie Ventura biegnąca z zachodu na wschód położona we wschodniej części Gór Santa Monica. Zachodnia część drogi biegnąca przez słabo zurbanizowane obszary w górach znana jest jako Mulholland Highway. Droga znana ta jest z wielu filmów, w tym z nazwanego jej imieniem filmu Mulholland Drive w reżyserii Davida Lyncha.
Nazwa ulicy pochodzi od nazwiska zasłużonego dla rozwoju Los Angeles inżyniera Williama Mulhollanda. Główna jej część pomiędzy przełęczą Cahuenga (Cahuenga Pass) a przełęczą Sepulveda (Sepulveda Pass) została zbudowana w 1924 roku.

## Przebieg
Wschodnim krańcem Mullholland Drive jest skrzyżowanie z Sepulveda Boulevard, następnie droga serpentynami przebiega górami na zachód wzdłuż punktów widokowych, z których można podziwiać panoramę miasta. Na zachód od skrzyżowania z Encino Hills Drive staje się drogą bitą. Na większości tego odcinka nie jest dopuszczony ruch samochodowy. Ponownie drogą asfaltową staje się od skrzyżowania z Topanga Canyon Boulevard, po czym rozdziela się na Mulholland Drive i Mulholland Highway. Kończy się na skrzyżowaniu z Drogą Stanową Nr 101 (Ventura Freeway). Mulholland Highway liczy sobie około 80 km i biegnie górami Santa Monica do skrzyżowania z Kalifornijską Drogą Stanową nr 1 (Pacific Coast Highway).